# نیکولا کاچیا
نیکولا کاچیا (انگلیسی: Nicola Caccia؛ زادهٔ ۱۰ آوریل ۱۹۷۰) بازیکن فوتبال اهل ایتالیا است.
از باشگاه‌هایی که در آن بازی کرده‌است می‌توان به باشگاه فوتبال مودنا، باشگاه فوتبال آنکونا، باشگاه فوتبال پیاچنزا، باشگاه فوتبال باری، باشگاه فوتبال آتالانتا، باشگاه فوتبال امپولی، باشگاه فوتبال جنوآ، باشگاه فوتبال کومو، و باشگاه فوتبال ناپولی اشاره کرد.